# Buxières-sous-Montaigut
Buxières-sous-Montaigut är en kommun i departementet Puy-de-Dôme i regionen Auvergne-Rhône-Alpes i centrala Frankrike. Kommunen ligger i kantonen Montaigut som tillhör arrondissementet Riom. År 2022 hade Buxières-sous-Montaigut 242 invånare.

## Befolkningsutveckling
Antalet invånare i kommunen Buxières-sous-Montaigut
| Referens: INSEE |